# Jérémie Njock
Jérémie Njock (* 12. März 1980 in Bafoussam, Kamerun) ist ein ehemaliger kamerunischer Fußballspieler.